# 소동물

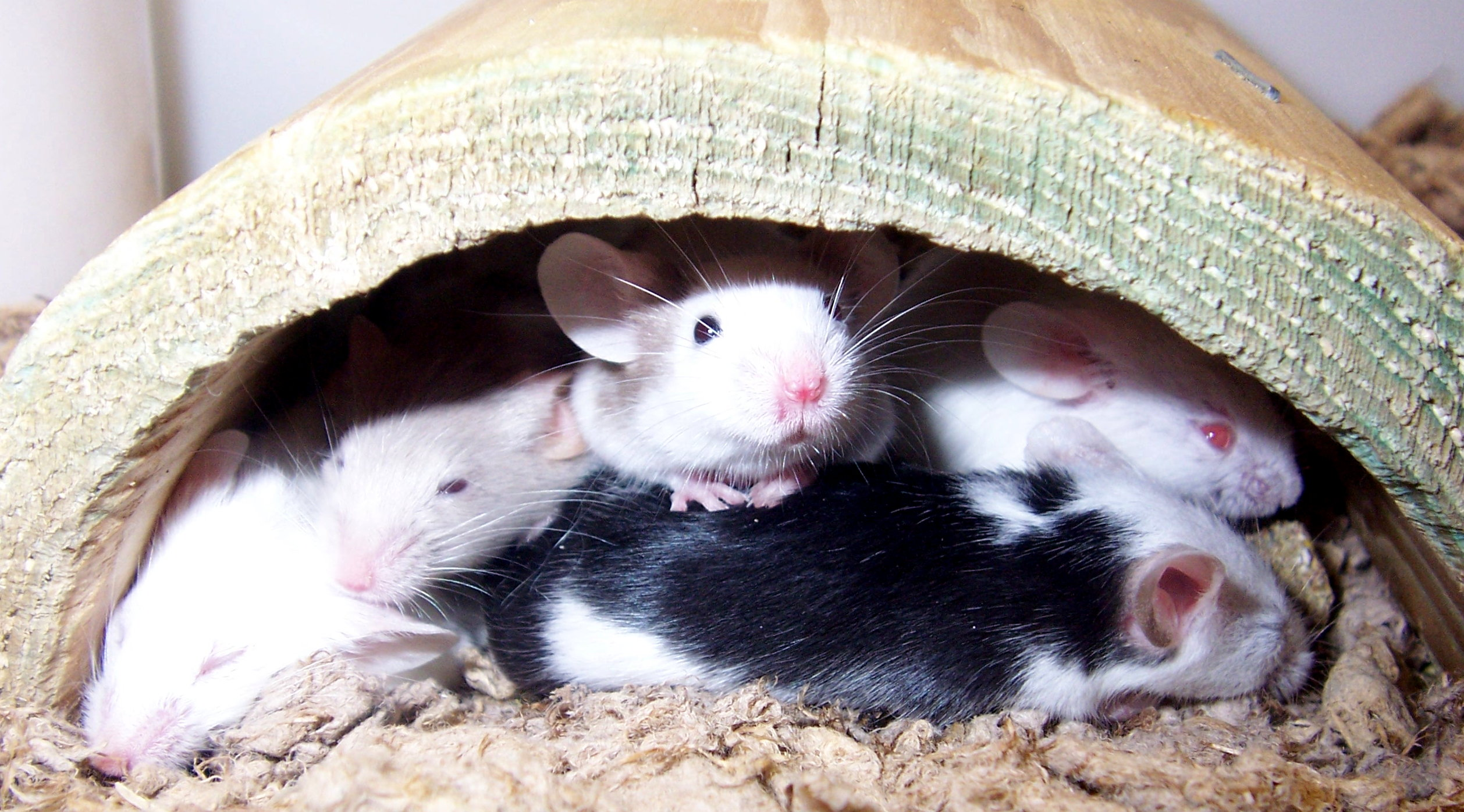
팬더마우스

소동물(Small mammals as pets)은 반려동물로 키우기 위한 소형 포유류의 가축화는 대규모 산업화 이후에야 이루어진 비교적 최근의 발전이다. 역사적으로 서양 사회는 오늘날보다 더 농업화되어 설치류 전체가 질병의 매개체이자 농작물에 위협이 되는 해충으로 여겨졌다. 테리어견, 페럿, 고양이 등 해충을 사냥하는 동물들은 귀한 대접을 받았다.
가정에서 반려동물로 키우는 많은 작은 동물들은 설치류이다. 예를 들어, 팬더마우스, 팬더래트, 햄스터(골든햄스터와 난쟁이햄스터), 저빌(몽골저빌과 살찐꼬리저빌), 일반 데구, 일반 친칠라, 그리고 기니피그 등이 있다. 토끼, 고슴도치, 슈가글라이더를 포함한 비설치류도 사육된다.
이 작은 포유류들 중 일부는 침입성 때문에 특정 관할 구역에서 애완동물로 키우는 것이 금지되어 있다. 캘리포니아, 하와이, 앨버타, 뉴질랜드는 자국 환경과 농업 운영을 보호하기 위해 엄격한 규제를 시행하고 있다. 저빌, 데구, 그리고 길들여진 쥐는 다양한 소유 금지 규정을 가지고 있다.